# The Final Conflict
The Final Conflict est un jeu vidéo de type wargame conçu par Dave Kirby et publié par Impressions Games en 1990 sur IBM PC, Amiga et Atari ST. Le jeu simule, en temps réel, un conflit global à l’époque de la guerre froide. Le joueur peut choisir le conflit qu’il souhaite simuler, par exemple l’OTAN contre l’URSS, ainsi que le camp qu’il dirige. Sur une carte du monde, un code couleur indique l’alignement de chaque pays (alliés, ennemis ou neutre). Le joueur peut utiliser la diplomatie pour tenter de rallier à lui certains pays. Il peut également envoyer des espions dans les pays ennemis afin de connaitre leur potentiel militaire. Dans les pays alliés, il peut développer son armée qu’il peut ensuite utiliser pour conquérir des pays ennemis.   

## Système de jeu
The Final Conflict est un wargame qui simule un conflit à l’échelle mondiale. Le joueur peut tout d’abord sélectionner la nation qu’il souhaite diriger ainsi que le conflit qu’il veut simuler. Plusieurs conflits sont ainsi disponibles, dont la guerre froide qui oppose l’OTAN et l’URSS ; un conflit au Moyen-Orient  qui oppose l’Arabie Saoudite  et ses voisins contre l’Irak, l’Iran, la Syrie  et la Libye ; un conflit en Asie  qui implique la Chine, la Corée, le Pakistan  et le Viêt-Nam ; la guerre des Malouines ; et une guerre en Amérique entre le nord et le sud. Outre ces conflits prédéfinis, le jeu propose un éditeur de scénario qui permet au joueur de définir les nations impliquées dans la guerre et de sélectionner différentes options permettant par exemple d’autoriser ou d’interdire l’utilisation de missiles, de la diplomatie ou des espions. Le joueur peu également définir le niveau de difficulté, parmi les vingt disponibles, et l’objectif de la partie, qui peut être d’éliminer tous ses adversaires ou de conquérir le monde. 
Le jeu se déroule ensuite sur une carte du monde où sont représentés les différents pays. Sur celle-ci, un code couleur indique l’alignement de chaque pays : vert pour les alliés, rouge pour les ennemis et jaune pour les pays neutres. En cliquant avec la souris sur un pays, le joueur peut visualiser ses caractéristiques dont notamment la jauge de solidarité, qui évolue en fonction des relations diplomatiques du pays avec les deux factions qui s’oppose dans le scénario choisis. Lorsque cette jauge dépasse un certain seuil, le pays se range du côté du joueur et à l’inverse, en dessous d’un autre seuil, il s’oppose au joueur. Le joueur peut interagir avec les différents pays en y envoyant des diplomates, pour s’en faire des alliés, ou des espions pour obtenir des informations sur ses capacités dans différents secteur comme l’agriculture, les villes, les mines, l’armée, le lancement de missile ou la fabrication d’armement. Dans les pays alliés, le joueur peut de plus construire des équipements militaires ou former des espions. Il peut également y déplacer ses troupes. 

## Accueil
| The Final Conflict |      |       |
| Média              | Pays | Notes |
| Amiga Action       | RU   | 76 %  |
| CU Amiga           | RU   | 78 %  |
| Gen4               | FR   | 90 %  |
| Joystick           | FR   | 56 %  |
| The One Amiga      | RU   | 79 %  |